# Нгуги, Джон
Джон Нгуги Камау (англ. John Ngugi Kamau, род. 10 мая 1962 года) — кенийский легкоатлет, который специализировался в беге на длинные дистанции. Единственный в истории Кении олимпийский чемпион на дистанции 5000 метров.
Родился в деревне Кигума в Центральной провинции. Профессиональную спортивную карьеру начал в 1986 году. Является пятикратным чемпионом мира по кроссу. В 1987 году стал победителем Всеафриканских игр на дистанции 5000 метров. На чемпионате мира 1987 года финишировал 12-м. Своей главной победы в карьере добился в 1988 году на Олимпийских играх в Сеуле, выиграв золотую медаль в беге на 5000 метров с результатом 13.11,70.
В 1988 и 1989 годах был 4-м на финале гран-при ИААФ в беге на 3000 метров. Чемпион Африки 1989 года в беге на 5000 метров. Серебряный призёр Игр Содружества 1990 года на дистанции 5000 метров. Бронзовый призёр Игр доброй воли 1990 года в беге на 10 000 метров с результатом 27.42,95.